# المعزاب (أفلح الشام)

تعديل مصدري - تعديل

المعزاب هي إحدى قرى عزلة بني حفيظ والمكارمة بمديرية أفلح الشام التابعة لمحافظة حجة، بلغ تعداد سكانها 252 نسمة حسب تعداد اليمن لعام 2004.